# Uproxx
Uproxx è un sito web di notizie di cultura pop. È stata fondata nel 2008 da Jarret Myer e Brian Brater e acquisita da Woven Digital (in seguito ribattezzata Uproxx Media Group) nel 2014. Il pubblico di riferimento del sito è costituito da uomini di età compresa tra 18 e 34 anni. È stata acquisita da Warner Music Group nell'agosto 2018, con Myer e il CEO Benjamin Blank che hanno mantenuto il controllo delle operazioni della società.

## Storia
Uproxx è stata fondata nel 2008 da Jarret Myer e Brian Brater. I due hanno anche fondato l'etichetta hip hop Rawkus Records nel 1996  e la società di media YouTube Big Frame nel 2011. Uproxx era inizialmente un network di blog e si è formata quando i fondatori hanno collaborato con i proprietari di altri blog, tra cui l'acquisizione di With Leather e FilmDrunk  dal fondatore di Fat Penguin Media Ryan Perry, che in seguito ha firmato come direttore creativo.
Uproxx è stata acquisita da Woven Digital nell'aprile 2014. Myer entrò a far parte di Woven come direttore generale dell'editoria.
Nel dicembre 2014, Woven ha raccolto 18 dollari milioni di finanziamenti. Una parte del capitale è stata destinata alla crescita di Uproxx attraverso l'assunzione di personale e lo sviluppo di video, tra cui nuove serie web. Uproxx ha acquisito Dime Magazine nel gennaio 2015 per espandere la divisione sportiva del sito. Warner Music Group ha acquisito Uproxx nell'agosto 2018.